# Dorchester on Thames
Dorchester on Thames – wieś w Anglii, w hrabstwie Oxfordshire, w dystrykcie South Oxfordshire. Leży 14 km na południowy wschód od Oksfordu i 74 km na zachód od Londynu. W 2001 miejscowość liczyła 992 mieszkańców.
W Średniowieczu Dorchester (Staroangieski: Dorcic) było ważnym miastem i siedzibą arcybiskupią.
W Dorchester znajduje się katolicka parafia pod wezwaniem Św. Biryna, pierwszego biskupa rezydującego w tej miejscowości. Parafia należy obecnie do archidiecezji Birmingham.